# Первое правительство Фийона
Первое правительство Фийо́на — кабинет министров, правивший Францией 32 дня с 17 мая по 18 июня 2007 года, в период Пятой французской республики, в следующем составе:
- Франсуа Фийон — премьер-министр Франции;
- Ален Жюппе — государственный министр, министр экологии, устойчивого развития и обустройства;
- Жан-Луи Борлоо — министр экономики, финансов и занятости;
- Мишель Аллио-Мари — министр внутренних дел, заморских и территориальных общностей;
- Бернар Кушнер — министр иностранных и европейских дел;
- Брис Ортефё — министр иммиграции, интеграции, национальной идентичности и совместного развития;
- Рашида Дати — хранитель печатей, министр юстиции;
- Ксавье Бертран — министр труда, социальные отношений и солидарности;
- Ксавье Даркос — министр национального образования;
- Валери Пекресс — министр высшего образования и исследований;
- Эрве Морен — министр обороны;
- Розлин Башло-Наркен — министр здравоохранения, по делам молодежи и спорта;
- Кристин Бутен — министр жилищного строительства и города;
- Кристин Лагард — министр сельского хозяйства и рыболовства;
- Кристин Альбанель — министр культуры и коммуникаций — представительница правительства;
- Эрик Вёрт — министр бюджета, общественного учета и государственной службы.

Государственные секретари
- Роже Карутчи — государственный секретарь по связям с парламентом (с Фийоном).
- Эрик Бессон — государственный секретарь по экономическим перспективам и оценке общественной политики (с Фийоном).
- Доминик Буссеро — государственный секретарь транспорта (с Жюппе).
- Жан-Пьер Жуайе — государственный секретарь по европейским делам.

Верховный комиссар
- Мартен Ирш — верховный комиссар по активной солидарности против бедности.